# Clouds (Film)
Clouds ist ein US-amerikanischer Spielfilm aus dem Jahr 2020, der von Justin Baldoni produziert wurde. Der Film thematisiert die Geschichte des US-amerikanischen Popsängers Zach Sobiech und greift dabei auf das Buch Fly a Little Higher: How God Answer a Mom’s Small Prayer in a Big Way, geschrieben von seiner Mutter Laura Sobiech, zurück. In den Hauptrollen sind unter anderem Fin Argus, Sabrina Carpenter und Madison Iseman.
Der Film wurde am 16. Oktober 2020 auf dem Streaming-Dienst Disney+ veröffentlicht. Am 26. Mai 2023 verließ der Film das Programm von Disney+.

## Handlung
Der Film erzählt das Leben von Zach Sobiech, einem Teenager aus Minnesota, der an einem Osteosarkom litt und sich entschied, seinen Traum zu verwirklichen, Musiker zu werden, nachdem er erfahren hatte, dass er im Sterben liegt. Nach bereits mehreren Chemotherapien wird dem 17-Jährigen High-School-Schüler jedoch bewusst, dass er nicht mehr lange leben wird. Seine Lebenserwartung liegt bei sechs Monaten. Zach hat eine große Leidenschaft für die Musik. Mit seiner besten Freundin Sammy nimmt er selbstgeschriebene Songs auf. Ihr Song Clouds erreicht bereits wenige Tage später eine große Reichweite. Gemeinsam mit Sammy nimmt er ein selbstgeschriebenes Album auf. Als sich herausstellt, dass Zach seinen Abschlussball nicht mehr erleben wird, planen seine Eltern, Sammy und Zachs Freundin Amy ein Konzert zu organisieren, auf dem er den Song Clouds singt. Wenige Tage später stirbt Zach, seine Familie und Freunde erinnern sich in ihrer Trauer an ihn und der Film endet mit einem Zitat von Zach: Du musst nicht erst herausfinden, dass du stirbst um anzufangen zu leben.

## Synchronisation
Die deutsche Synchronisation übernahm die SDI Media Germany GmbH.
| Rolle         | Darsteller              | Dt. Synchronsprecher |
| ------------- | ----------------------- | -------------------- |
| Zach Sobiech  | Fin Argus               | Sebastian Kluckert   |
| Sammy Brown   | Sabrina Carpenter       | Yvonne Greitzke      |
| Amy Adamle    | Madison Iseman          | Victoria Frenz       |
| Laura Sobiech | Neve Campbell           | Marie Bierstedt      |
| Rob Sobiech   | Tom Everett Scott       | David Nathan         |
| Grace Sobiech | Summer H. Howell        | Saskia Glück         |
| Alli Sobiech  | Vivien Endicott-Douglas | Friedel Morgenstern  |
| Sam Sobiech   | Dylan Everett           | Christian Zeiger     |
| Milton Weaver | Lil Rel Howery          | Björn Schalla        |

## Produktion
Im Februar 2016 wurde bekannt gegeben, dass Warner Bros. die Rechte der Buchvorlage Fly a Little Higher: How God Answer a Mom’s Small Prayer in a Big Way von Laura Sobiech erworben hatten. Wenige Zeit später wurde Justin Baldoni als Produzent und Regisseur bestätigt. Im September 2019 wurden Fin Argus, Madison Iseman und Sabrina Carpenter als Hauptdarsteller bestätigt. Im Oktober 2019 wurden mit Neve Campbell, Tom Everett Scott und Lil Rel Howery weitere Hauptdarsteller bestätigt.

### Dreharbeiten
Die Dreharbeiten begannen am 19. Oktober 2019. Gedreht wurde hauptsächlich in Quebec, Kanada. Ein Teil davon wurde an der Heritage Regional High School und der benachbarten Schule École secondaire André-Laurendeau gedreht.

## Rezeption

### Auszeichnungen
| Jahr | Preis                    | Kategorie                | Empfänger                                  | Ergebnis  |
| ---- | ------------------------ | ------------------------ | ------------------------------------------ | --------- |
| 2020 | Heartland Film Festival  | Preis für bewegte Bilder | Justin Baldoni                             | gewonnen  |
| 2021 | Writers Guild of America | Angepasste Langform      | Kara Holden, Patrick Kopka, Casey La Scala | nominiert |

### Kritik
Das Lexikon des internationalen Films vergibt zwei von fünf Sternen und resümiert: „Anders als vergleichbare Werke wird der Stoff nicht als musikalische Märtyrer-Geschichte für eine evangelikale Zielgruppe aufbereitet, sondern als recht bodenständiges Teenager-Melodram entfaltet.“